# Guale
Guale (Yupaha) /značenje nije poznato/, pleme američkih Indijanaca porodice Muskhogean s obale Georgije između St. Andrews Sounda i rijeke Savannah.

## Jezik
Guale se jezično klasificiraju u porodicu Muskhogean govornika na temelju naziva njihovih sela i tituli "mico"  (poglavica kod Creeka). Njihovi prvi susjednici srodnici bili su Cusabo Indijanci.

## Sela i lokalne skupine
Floridski guverner Ibarra spominje tri geografske Guale-skupine: Sjevernu, Središnju i Južnu od kojih je svaka imala nekoliko sela, to su:
- Sjeverni, sa selima:  Asopo, Chatufo, Couexis (blizu St. Catherines), Culapala, Guale, Otapalas, Otaxe (Otashe), Posache, Tolomato, Uchilape, Uculegue, Unallapa, Yfusinique i Yoa.
- Središnji su imali sela: Aleguifa, Chucalagaite, Espogache, Espogue, Fasquiche, Sapala (na ili blizu Sapello Islanda), Sotequa, Tapala, Tulufina, Tupiqui i Utine.
- Južni Guale: Aluque, Asao (St. Simons Island), Cascangue (možda od Timucua i moguće blizu Timucua granice), Falquiche, Fuloplata, Hinafasque, Hocaesle, Talaxe (možda na otoku St. Simons ili na rijeci Altamaha), Tufulo, Tuque i Yfulo.

## Povijest i etnografija
Povijest Guale Indijanaca na obali Georgije, kaže (Larson 1978), datira negdje od 2200. pr. Kr. pa do 1680.-tih godina kada su zbog napada sjevernijih plemena morali otići iz svog kraja na otoke San Pedro, Santa Maria i San Juan sjeverno od St. Augustine a dio i u Sjevernu Karolinu. Godine 1702. oni se priključuju Yamaseema u tzv. Yamasee Waru, nakon čega 1715. ulaze u konfederaciju Creek. O njima se čuje posljednji puta 1726. da žive na dvije misije blizu St. Augustine pod imenom "Iguaja nation."
Swanton procjenjuje da je njihov broj 1650. iznosio oko 4,000, od čega ih je 1700. preostalo svega 500. Njihovoh potomaka danas možda ima među Creek Indijancima u Alabami i Oklahomi.
Na obali Georgije, domovini Guale Indijanaca, sve do 1150. nove ere, kaže američki arheolog (DePratter 1979), njezini su stanovnici živjweli od ribolova, lova i uzgajanih biljaka. Profesorica Reitz (1983) sa  'University of Georgia'  navodi da je obala Georgije jedan od najbogatijih resursa hrane morskog porijekla na svijetu, a riba je kod njih, Scarry (1985), veoma česta u prehrani, a jeli su je zajedno uz školjke i divlje i uzgajano bilje (kukuruz). Dolaskom Španjolaca način života Indijanaca uveliko će se izmijeniti. Misionari će Indijancima nametati sjedilački način života i intemnzivnu agrikulturu i promicati kršćanstvo. Sve ove promjene, kao i gubitak populacije u ratovima, dovest će do propadanja kulture Guale Indijanaca i njihovog konačnog nestanka.

## Vanjske poveznice
- Guale Indian Tribe
- History - St. Simons Island  Arhivirana inačica izvorne stranice od 12. listopada 2008. (Wayback Machine)